# Головний майстер-сержант Повітряних сил США

Нашивка головного майстра-сержанта Повітряних сил США з жовтня 2004 року

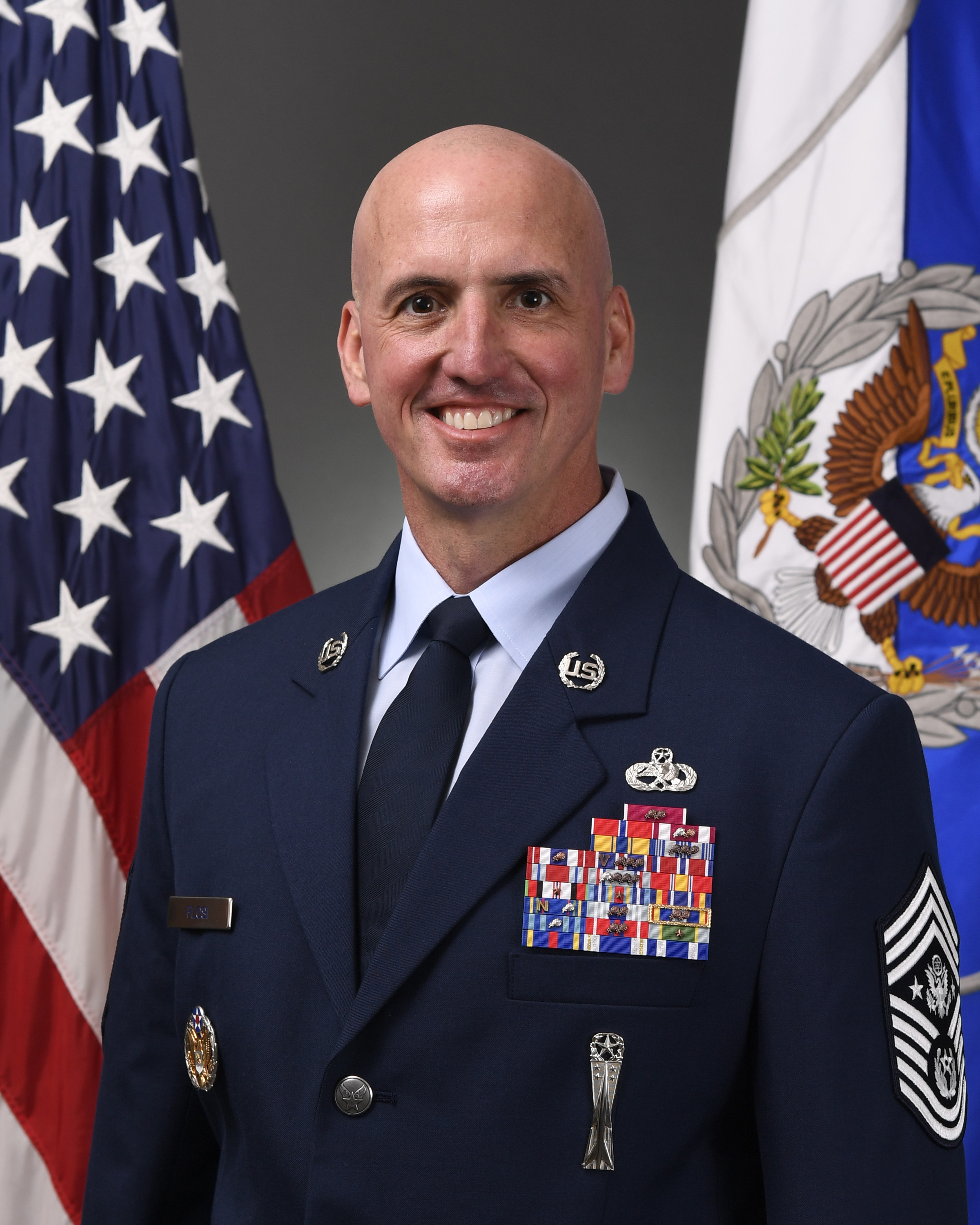
Чинний головний майстер-сержант Повітряних сил США Девід Флосі

Головний майстер-сержант Повітряних сил США (англ. Chief Master Sergeant of the Air Force) — найвище військове звання сержантського складу Повітряних сил США в Збройних силах країни. У Повітряних силах США це звання належить до дев'ятого ступеня військової ієрархії (E-9) поруч з військовими званнями головного сержант-майора та головного майстер-сержанта.
У Повітряних силах США це військове звання має лише один військовослужбовець серед сержантів, якій є офіційним представником усіх солдатів та сержантів перед вищим командуванням — у тому числі Начальником штабу ПС США.
У Збройних силах США це звання дорівнює званням:
- сержант-майор армії США — в армії США,
- Майстер чиф-петті офіцер ВМС США — у ВМС країни,
- сержант-майор Корпусу морської піхоти США — в Корпусі морської піхоти США,
- Майстер чиф-петті офіцер Берегової охорони США — в Береговій охороні.

## Див. також

Нарукавний шеврон сержант-майора ВПС США
Нашивка сержант-майора ВПС США з 1967 до 1991
Нашивка сержант-майора ВПС США з 1991 до 2004